# 洛邁維蒂群島
洛邁維蒂群島（發音：[lomaiˈβitʃi]）是太平洋島國斐濟的群島，由7個主要島嶼和數個小島組成，總面積411平方公里，2007年人口16,461，最大城鎮是該國前首都萊武卡。